# Јохан Готлиб Фихте
Јохан Готлиб Фихте (Раменау, 19. мај 1762 — Берлин, 27. јануар 1814) један је од главних представника немачке класичне идеалистичке филозофије и најистакнутијих личности немачког духовног живота крајем 18. и почетком 19. века.

## Биографија
Фихте је рођен у Раменауу, у породици сиромашног ткача ланеног платна. Без обзира на оскудне животне прилике, као изузетно даровит дечак, своје школовање започео је у Шулпфорти, најпознатијој средњошколској установи у 18. веку у којој су саксонски владаоци од деце својих поданика образовали нове нараштаје за сопствене чиновнике, правнике, свештенике и гимназијске наставнике.
На препоруку Гетеа, Фихте је веома рано постао професор у Јени где је објаснио свој систем "трансценденталног идеализма". Међутим, након објављивања његовог есеја "Ueber den Grund unsers Glaubens an eine göttliche Weltregierung" ("На основу наше вере у владавину божанског света") он је оптужен за атеизам због чега је отпуштен са Филозофског факултета у Јени 1799. године. Након извесног времена прелази у Берлин где држи ватрене говоре под француском окупацијом чиме је показао велику личну храброст. Значајно је допринео оснивању и развоју берлинског Универзитета 1809. године где постаје професор и ректор.
У 51. години живота оболео је од тифуса од ког умире 1814. године у Берлину.

## Филозофија
Фихтеова филозофија масонства представља покушај да се са становишта филозофије класичног немачког идеализма расветли и преузме, односно искористи за властите сврхе, једна у доба просветитељства и ране романтике утицајна и раширена, иако у то време ништа мање опскурна култура тајног друштва, да се преко ње оствари идеја човека као светског грађанина и да се на тај начин изврши утицај на такозвано велико или јавно друштво и на политику.
Фихте је одбацивао Кантов дуализам који је критиковао са позиције чистог субјективног идеализма при чему је негирао постојање ствари, предмета и материје ван човека а истовремено на основу своје филозофије узима апсолутно "ја".

## Педагошки погледи
Фихте говори о дужности личног примера као о нарочито значајној теми за одређивање начина васпитног деловања унутар људске заједнице. О њој говори у својим Предавањима, описујући лик научника као учитеља и васпитача људског рода. Сматрао је да учитељ давањем личног примера, непосредно делујући на људе око себе, људске врлине и идеале чини реалним и могућим.
Фихтеов научник-васпитач се не обраћа индивидуи, детету, већ друштву у целини. Будући да је за њега друштво, тј. људска заједница, пре свега „међусобни однос умних бића‘’ и имајући у виду да човек поседује нагон, према коме тежи „да изван себе нађе слободна умна бића и да са њима ступи у заједницу‘’, то циљ човека у друштву постаје да и другога учини савршенијим, не би ли тако сви у друштву путем „међусобног уједињавања путем усавршавања‘’ постали међусобно јединственији.
Он захтева формирање целог човека које је подразумевало формирање карактера и воље, одгајање духа самоделатности и самосталности и неговање идеје о универзалности људске личности уз истовремено служење заједници. По његовом мишљењу сталешке разлике и половично и једнострано образовање које се стиче у великом друштву представља једну од главних препрека која онемогућава остварење универзалног људског васпитања које не погађају само појединца, већ угрожавају цео људски род у његовој тежњи ка коначном циљу. Због тога, под утицајем швајцарског педагога Песталоција, он почиње да заступа становиште да је кроз реформу васпитања и образовања, могуће, не само народе, већ и цело човечанство спасити беде и превладати сталешку подељеност међу људима.
Достизање универзалног образовања сматрао поузданим знаком људске зрелости. Штавише, он је зрелост људске личности изједначио с појмом универзалног васпитања. Према Фихтеовој теорији васпитања под зрелошћу се подразумева достизање најширег обима људске слободе и хуманитета људске личности. Насупрот томе, он је у уско специјализованом, једностраном, професионалном образовању модерног човека препознао један од узрока човекове незрелости. Ту незрелост Фихте је видео као последицу дисхармоничног развитка модерног индивидуума који, како он каже, с једне стране пати од "презрелости, а с друге стране од незрелости." Тој дисхармоничној личности модерног доба, Фихте је, попут Шилера и Гетеа, покушао да супротстави своју естетизирану слику индивидуе у којој је "мужевна снага ублажена љубазношћу". Да би, у свом формирању достигао највиши степен зрелости, човек, по Фихтеу, треба кроз процес васпитања да савлада све оно што је у његовој личности насилно и што "треба да нестане кад развој личности буде довршен и кад се њен духовни облик заокружи у себи".
Фихтеова теорија универзалног васпитања, не подразумева само ослобађање појединца од оног партикуларног, већ и отклањање из његовог одгоја свега оног што би таквог човека могло због карактера његовог универзалног васпитања довести и истргнути из заједнице и изручити га, како он каже, "хладном космополитизму". У Фихтеовој концепцији васпитања појмови космополитизма, као једна врста епохалног светско-грађанског штимунга, и патриотизма, као љубав према домовини, налазе се у блиској вези и нису супротстављени.
Заступао је став да је народност најважнији део човековог бића и настојао је да васпита ваљаног члана народа а тиме и ваљаног човека. Вероватно је морално пропадање немачког народа (по Фихтеу) утицало да се определи за чисто народно васпитање које би обновило дух немачког народа и препородило немачког човека.
Фихте је сматрао да се о васпитању деце, мушке и женске, треба бринути држава, чија би улога била оснивање "народних школа" које би се издржавале радом васпитаника. У тим школама васпитавали би се савршени грађани који би то били тек кад усвоје религијско учење.

## Дела
- „Основа целокупног учења у настави“
- „Увод у учење о науци“
- „Систем учења о моралу“
- „Састав скромне науке“
- „Афоризми о васпитавању“
- „Говор немачком народу“
- „Покушај критике свег откривења“
- „Основа природног права према принципима теорије науке“
- „Систем теорије морала према принципима теорије науке“
- „Одређење човека“
- „Затворена трговачка држава“

### Изабрана дела на немачком језику

#### Настава науке
- Ueber den Begriff der Wissenschaftslehre oder der sogenannten Philosophie (1794)
- Grundlage der gesamten Wissenschaftslehre (1794/1795)
- Wissenschaftslehre nova methodo (1796–1799: "Halle Nachschrift," 1796/1797 and "Krause Nachschrift," 1798/1799)
- Versuch einer neuen Darstellung der Wissenschaftslehre (1797/1798)
- Darstellung der Wissenschaftslehre (1801)
- Die Wissenschaftslehre (1804, 1812, 1813)
- Die Wissenschaftslehre, in ihrem allgemeinen Umrisse dargestellt (1810)

#### Остала дела на немачком
- Versuch einer Critik aller Offenbarung (1792)
- Beitrag zur Berichtigung der Urteile des Publikums über die französische Revolution (1793)
- Einige Vorlesungen über die Bestimmung des Gelehrten (1794)
- Grundlage des Naturrechts (1796)
- Das System der Sittenlehre nach den Principien der Wissenschaftslehre (1798)
- "Ueber den Grund unsers Glaubens an eine göttliche Weltregierung" (1798)
- "Appellation an das Publikum über die durch Churf. Sächs. Confiscationsrescript ihm beigemessenen atheistischen Aeußerungen. Eine Schrift, die man zu lesen bittet, ehe man sie confsicirt" (1799)
- Der geschlossene Handelsstaat. Ein philosophischer Entwurf als Anhang zur Rechtslehre und Probe einer künftig zu liefernden Politik (1800)
- Die Bestimmung des Menschen (1800)
- Friedrich Nicolais Leben und sonderbare Meinungen[5] (1801)
- Philosophie der Maurerei. Briefe an Konstant (1802/03)
- Die Grundzüge des gegenwärtigen Zeitalters (1806)
- Die Anweisung zum seligen Leben oder auch die Religionslehre (1806)
- Reden an die deutsche Nation (1807/1808)
- Das System der Rechtslehre (1812)

#### Преписка
- Jacobi an Fichte, German Text (1799/1816), with Introduction and Critical Apparatus by Marco Ivaldo and Ariberto Acerbi (Introduction, German Text, Italian Translation, 3 Appendices with Jacobi's and Fichte's complementary Texts. 2011. ISBN 978-88-905957-5-2., Philological Notes, Commentary, Bibliography, Index): Istituto Italiano per gli Studi Filosofici Press, Naples. .

### Сабрана дела на немачком
Ново стандардно издање Фихтеових дела на немачком, које замењује сва претходна издања, је „Gesamtausgabe“ („Сабрана дела“ или „Комплетно издање“, обично скраћено као „ГА“), које је припремила Баварска академија наука:Gesamtausgabe der Bayerischen Akademie der Wissenschaften, 42 volumes, edited by de, Hans Gliwitzky, Erich Fuchs and Peter Schneider, Stuttgart-Bad Cannstatt: Frommann-Holzboog, 1962–2012.
Организовано је у четири дела:
- Део I: Објављени радови
- Део II: Необјављени списи
- Део III: Преписка
- Део IV: Транскрипти предавања

Фихтеова дела се наводе и цитирају из ГА, праћена комбинацијом римских и арапских бројева, који означавају серију и том, односно бројеве страница.
Још једно издање је Johann Gottlieb Fichtes sämmtliche Werke (abbrev. SW), ed. I. H. Fichte. Berlin: de Gruyter, 1971.

### Изабрана дела на енглеском језику
- Concerning the Conception of the Science of Knowledge Generally (Ueber den Begriff der Wissenschaftslehre oder der sogenannten Philosophie, 1794), translated by Adolph Ernst Kroeger. In The Science of Knowledge, pp. 331–336. Philadelphia: J.B. Lippincott & Co., 1868. Rpt., London: Trübner & Co., 1889.
- Attempt at a Critique of All Revelation. Trans. Garrett Green. New York: Cambridge University Press, 1978. (Translation of Versuch einer Critik aller Offenbarung, 1st ed. 1792, 2nd ed. 1793.)
- Early Philosophical Writings. Trans. and ed. Daniel Breazeale. Ithaca: Cornell University Press, 1988. (Contains Selections from Fichte's Writings and Correspondence from the Jena period, 1794–1799).
- Foundations of the Entire Science of Knowledge. Translation of: Grundlage der gesammten Wissenschaftslehre (1794/95, 2nd ed. 1802), Fichte's first major exposition of the Wissenschaftlehre. In:. Heath, Peter; Lachs, John, ур. (1982). The Science of Knowledge. With the First and Second Introductions (reissued; first published by Meredith Corporation 1970). Texts in German Philosophy. Превод: Heath, Peter; Lachs, John. Cambridge University Press. ISBN 978-0-521-27050-2.
- Foundations of Natural Right. Trans. Michael Baur. Ed. Frederick Neuhouser. Cambridge: Cambridge University Press, 2000. (Translation of Grundlage des Naturrechts, 1796/97.)
- Foundations of Transcendental Philosophy (Wissenschaftslehre) Nova Methodo [FTP]. Trans. and ed. Daniel Breazeale. Ithaca, NY: Cornell University Press, 1992. (Translation of Wissenschaftslehre nova methodo, 1796–1799.)
- The System of Ethics according to the Principles of the Wissenschaftslehre (translation of Das System der Sittenlehre nach den Principien der Wissenschaftslehre, 1798). Ed. and trans. Daniel Breazeale and Günter Zöller. Cambridge University Press, 2005.
- Introductions to the Wissenschaftslehre and Other Writings. Trans. and ed. Daniel Breazeale. Indianapolis, and Cambridge: Hackett, 1994. (Contains mostly writings from the late Jena period, 1797–1799.)
- The Vocation of Man, 1848. Trans. Peter Preuss. Indianapolis. (Translation of Die Bestimmung des Menschen, 1800.)
- The Vocation of the Scholar, 1847. (Translation of Einige Vorlesungen über die Bestimmung des Gelehrten, 1794.)
- The Closed Commercial State: J G Fichte (with an interpretive essay by the translator, and with a German-English glossary). SUNY series in Contemporary Continental Philosophy. Превод: Adler, Anthony Curtis. Albany, New York: State University of New York Press. 2013. ISBN 978-1-4384-4021-7.
- A Crystal Clear Report to the General Public Concerning the Actual Essence of the Newest Philosophy: An Attempt to Force the Reader to Understand. Trans. John Botterman and William Rash. In: Philosophy of German Idealism, pp. 39–115. (Translation of Sonnenklarer Bericht an das grössere Publikum über das Wesen der neuesten Philosophie, 1801.)
- The Science of Knowing: J.G. Fichte's 1804 Lectures on the Wissenschaftslehre (with an introduction by the translator and a German-English glossary). SUNY series in Contemporary Continental Philosophy. Превод: Wright, Walter E. Albany, New York: State University of New York Press. 2005. ISBN 978-0-7914-6449-6.
- Outline of the Doctrine of Knowledge, 1810 (Translation of Die Wissenschaftslehre, in ihrem allgemeinen Umrisse dargestellt published in From The Popular Works of Johann Gottlieb Fichte, Trubner and Co., 1889; trans. William Smith.)
- On the Nature of the Scholar, 1845 (Translation of Ueber das Wesen des Gelehrten, 1806.)
- Characteristics of the Present Age (Die Grundzüge des gegenwärtigen Zeitalters, 1806). In: The Popular Works of Johann Gottlieb Fichte, 2 vols., trans. and ed. William Smith. London: Chapman, 1848/49. Reprint, London: Thoemmes Press, 1999.
- Addresses to the German Nation (Reden an die deutsche Nation, 1808), ed. and trans. Gregory Moore. Cambridge University Press, 2008.
- The Philosophical Rupture Between Fichte and Schelling: Selected Texts and Correspondence (1800–1802). Trans. and eds. Michael G. Vater and David W. Wood. Albany, NY: State University of New York Press, 2012. Includes the following texts by Johann Gottlieb Fichte: Correspondence with F.W.J. Schelling (1800–1802); "Announcement" (1800); extract from "New Version of the Wissenschaftslehre" (1800); "Commentaries on Schelling's System of Transcendental Idealism and Presentation of My System of Philosophy" (1800–1801).

### Онлајн радови на енглеском језику
- J.G. Fichte. "The Wissenschaftslehre is Mathematics" ("Announcement", 1800/1801). *
- Addresses to the German Nation (1922). (Trs. R. F. Jones and G. H. Turnbull.) IA (UToronto)
- The Destination of Man (1846). Alternative translation of The Vocation of Man. (Tr. Mrs. Percy Sinnett.) IA (UToronto)
- Doctrine de la science (Paris, 1843). French translation of Foundations of the Entire Science of Knowledge. Google (Harvard) Google (Oxford) Google (UMich)
- Johann Gottlieb Fichte's Popular Works (1873). (Tr. William Smith.) IA (UToronto)
- New Exposition of the Science of Knowledge (1869). Translation of Versuch einer neuen Darstellung der Wissenschaftslehre. (Tr. A. E. Kroeger.) Google (Harvard) Google (NYPL) IA (UToronto)
- On the Nature of the Scholar (1845). Alternative translation of The Vocation of the Scholar. (Tr. William Smith.) IA (UToronto)
- The Popular Works of Johann Gottlieb Fichte (1848–49). (Tr. William Smith.)
  - Volume 1, 1848. Google (Oxford) IA (UToronto) 4th ed., 1889. IA (UIllinois) IA (UToronto)
  - Volume 2, 1849. IA (UToronto) 4th ed., 1889. Google (Stanford) IA (UIllinois) IA (UToronto)
- The Science of Ethics as Based on the Science of Knowledge (1897). (Tr. A. E. Kroeger.) Google (UMich) IA (UToronto)
- The Science of Knowledge (1889). Alternative translation of Foundations of the Entire Science of Knowledge. (Tr. A. E. Kroeger.) IA (UToronto)
- The Science of Rights (1889). (Tr. A. E. Kroeger.) IA (UCal)
- (German). Versuch einer Critik aller Offenbarung. (Königsberg, 1792; 2nd ed. 1793). Gallica Google (Oxford) Google (Oxford)
- The Vocation of Man (1848). (Tr. William Smith.) Google (Oxford) 1910. Google (UCal)
- The Vocation of the Scholar (1847). (Tr. William Smith.) IA (UCal)
- The Way Towards the Blessed Life (1849). (Tr. William Smith.) Google (Oxford)
- "On the Foundation of Our Belief in a Divine Government of the Universe"; alternative translation of "On the Ground of Our Belief in a Divine World-Governance" (trans. anon. n.d.).